# El Estribo
El Estribo är en ort i Mexiko.   Den ligger i kommunen San Pedro och delstaten Coahuila, i den centrala delen av landet, 800 km nordväst om huvudstaden Mexico City. El Estribo ligger 1 101 meter över havet och antalet invånare är 967.
Terrängen runt El Estribo är mycket platt. Runt El Estribo är det glesbefolkat, med 9 invånare per kvadratkilometer. Närmaste större samhälle är Concordia, 7,0 km söder om El Estribo. Trakten runt El Estribo består till största delen av jordbruksmark.